# Златен глобус за най-добър актьор
Тази страница е за наградата, която се връчва от 1944 до 1950 г. Вижте също:
- Златен глобус за най-добър актьор в драматичен филм
- Златен глобус за най-добър актьор в мюзикъл или комедия
- Златен глобус за най-добър поддържащ актьор
- Златен глобус за изгряващ актьор

Златен глобус за най-добър актьор (на английски: Golden Globe Award for Best Actor in a Motion Picture) се връчва на първите 7 церемонии на наградите Златен глобус. През 1951 година е разделена в категории за „драма“ и „мюзикъл или комедия“.

## Победители и номинирани
| Година                | Актьор            | Филм               | Филм на български       |
| --------------------- | ----------------- | ------------------ | ----------------------- |
| 1-ва церемония (1944) | Пол Лукас         | Watch on the Rhine | Рейнска стража          |
| 2-ра церемония (1945) | Александър Нокс   | Wilson             | Уилсън                  |
| 3-та церемония (1946) | Рей Миланд        | The Lost Weekend   | Изгубеният уикенд       |
| 4-та церемония (1947) | Грегъри Пек       | The Yearling       | Годинак                 |
| 5-а церемония (1948)  | Роналд Колман     | A Double Life      | Двойствен живот         |
| 6-а церемония (1949)  | Лорънс Оливие     | Hamlet             | Хамлет                  |
| 7-а церемония (1950)  | Бродерик Кроуфорд | All the King's Men | Цялото кралско войнство |